# Serratosagitta pacifica
Serratosagitta pacifica är en djurart som tillhör fylumet pilmaskar, och som först beskrevs av Takasi Tokioka 1940.  Serratosagitta pacifica ingår i släktet Serratosagitta och familjen Sagittidae. Inga underarter finns listade i Catalogue of Life.